# Yvonne Kempen
Astrid Yvonne Kempen (* 9. Januar 1960; † 11. April 2011 in Meckenheim) war eine deutsche Kommunalbeamtin (CDU) und hauptamtliche Bürgermeisterin der Stadt Meckenheim im Rhein-Sieg-Kreis in Nordrhein-Westfalen.

## Leben und Wirken
1978 bestand Kempen, die Tochter eines Bundeswehr-Arztes aus Koblenz, das Abitur. Danach legte sie im Alter von 24 Jahren ihr Diplom an der Sporthochschule Köln ab. Anschließend studierte sie an der Universität zu Köln Klassische Philologie, Pädagogik und Sportgeschichte. Sie schloss das Studium mit dem Magister ab. 1990 promovierte sie in Berlin mit einer Arbeit zum Thema „Krieger, Boten und Athleten. Untersuchungen zum Langlauf in der griechischen Antike“. Von 1990 bis 1995 war Kempen Referentin der CDU-Landtagsfraktion in Nordrhein-Westfalen.
Danach war sie im Stab der Bundestagspräsidentin Rita Süssmuth als Referatsleiterin tätig.
1999 wurde Yvonne Kempen mit 54,0 % der Stimmen zur hauptamtlichen Bürgermeisterin von Meckenheim gewählt. Ihre Wiederwahl erfolgte 2004 mit 52,74 %. Im November 2007 kam es nach Unstimmigkeiten mit dem Rat und den vorgesetzten Behörden zu ihrer Abwahl. Ihr Nachfolger als Bürgermeister wurde Bert Spilles.

## Persönliches
Kempen zog sich danach aus der Politik zurück und machte sich selbständig. Gemeinsam mit Dirk Holtermann, einem Journalisten, gründete sie die Gundermann-Akademie. Sie boten z. B. Zertifikatslehrgänge Kräuterpädagogik an.
Yvonne Kempen wohnte zuletzt in Lüftelberg. Sie starb im Alter von 51 Jahren an einem Krebsleiden.